# Bruno Favalli
Bruno Favalli (Ostiglia, 27 novembre 1931) è un ex calciatore italiano, di ruolo difensore.

## Caratteristiche tecniche
Giocava come terzino.

## Carriera
Ha esordito in IV Serie con la maglia del Legnago nel corso della stagione 1952-1953; dopo una seconda stagione passata al Pordenone sempre in IV Serie (23 presenze ed un gol, il suo primo in carriera a livello di prima squadra) nel 1954 viene acquistato dal Bologna, con cui nella stagione 1954-1955 gioca 3 partite in Serie A, esordendo il 30 aprile 1955 in Bologna-Triestina (1-1), e 2 partite in Coppa Mitropa contro l'UDA Praga, chiuse con un complessivo 7-2 in favore della formazione ceca. A fine stagione passa al Livorno, con cui nella stagione 1955-1956 gioca 24 partite in Serie B; l'anno seguente, dopo la retrocessione del Livorno passa invece al Pavia, con cui rimane per una stagione in cui gioca 28 partite in Serie C.